# Tamurek wybredny

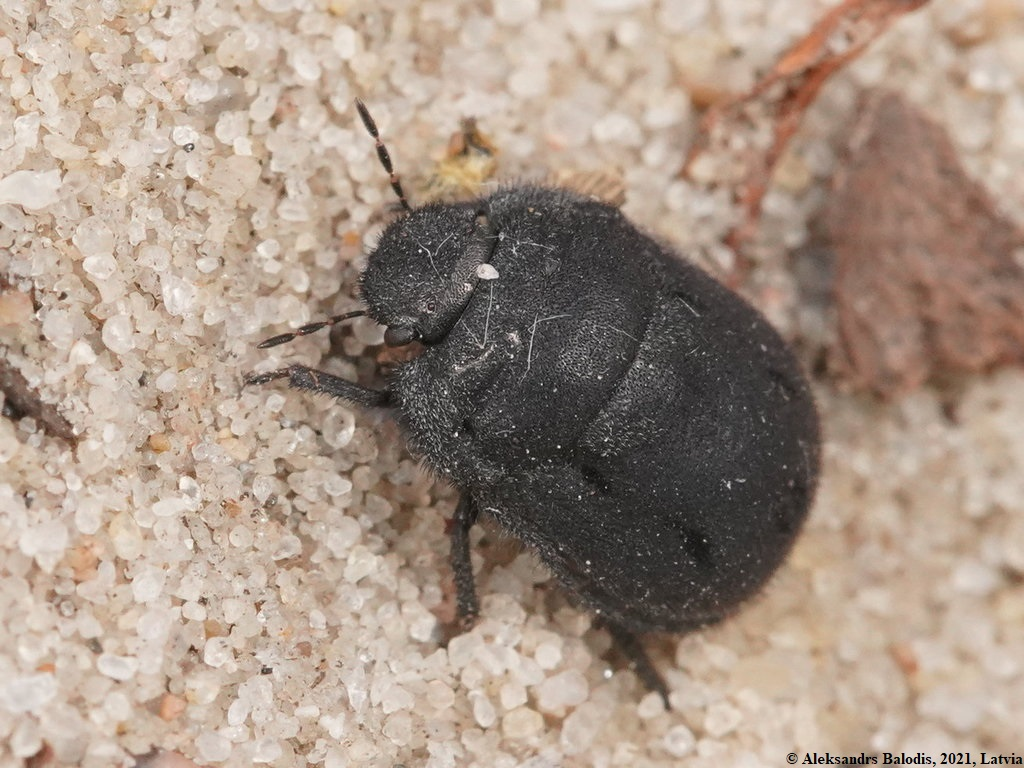
W środowisku naturalnym

Tamurek wybredny, obodzik wybredny (Odontoscelis fuliginosa) – gatunek pluskwiaka z podrzędu różnoskrzydłych i rodziny żółwinkowatych (Scutelleridae). Zamieszkuje zachodnią i środkową Palearktykę. Żeruje na różnych roślinach, najchętniej na bobowatych.

## Taksonomia
Gatunek ten opisany został po raz pierwszy w 1761 roku przez Karola Linneusza pod nazwą Cimex fuliginosus. Jako miejsce typowe wskazano region Kalmar w Szwecji. W 1833 roku François-Louis Laporte de Castelnau umieścił go w rodzaju Odontoscelis, a w 1859 roku Jean-Charles Chenu i Eugène A.S.L. Desmarest wyznaczyli go jego gatunkiem typowym.
Klasyfikowany jest w podrodzaju nominatywnym rodzaju Odontoscelis. W jego obrębie tworzy grupę gatunków fuliginosa wraz z O. byrrhus, O. hispanica, O. litura, O. montadoni i O. signata.

## Morfologia
Pluskwiak o okrągławym ciele, w przypadku samców osiągającym od 5,7 do 7,7 mm długości i od 3,8 do 5,1 mm szerokości, a w przypadku samic od 6,2 do 8,4 mm długości i od 4,3 do 5,6 mm szerokości. Wierzch ciała ma podstawowe ubarwienie brązowoczarne do czarnego. Głowa jest ubarwiona jednolicie, zwykle ciemno, u najjaśniejszych osobników brązowo. Czułki są barwy brązowej do czarnobrązowej, czasem miejscami żółtobrązowo rozjaśnione. Na przedpleczu może występować różnej długości żółtawa linia środkowa i rozjaśnienie w tylnej części, ale bywa ono też jednolicie ciemne. Tarczka zazwyczaj ma mniej lub bardziej ciągłą żółtą linię środkową oraz jedną parę wydłużonych, żółtych plamek bocznych, często od strony wewnętrznej z różnej szerokości czarnym obrzeżeniem. Rzadko, częściej u samic niż u samców tarczka jest rozleglej zażółcona. Zdarzają się jednak osobniki o tarczce całkiem ciemnej. Listewka brzeżna odwłoka jest dwubarwna, jednak słabo widoczna od góry. Spód ciała i odnóża są jednolicie ciemno ubarwione. Wierzch ciała porośnięty jest wyraźnymi, odstającymi, ciemnymi włoskami. Oprócz nich obecne mogą być słabo widoczne, krótkie włoski srebrzyste, jednak nie formują one nigdy jaśniejszych pręg. Krawędzie ciała mają ponadto długie, sterczące szczecinki, a brzegi głowy krótsze i dłuższe sterczące włoski. Wierzch ciała jest drobno i gęsto punktowany, przy czym punktowanie to widoczne jest dobrze tylko na żółtym wzorze.
Głowa jest krótka, szeroka, o półokrągłej przedniej krawędzi. Zaopatrzona jest w dość małe i wyraźnie wystające poza jej obrys oczy złożone, oraz dwa umieszczone na ciemieniu przyoczka. Czułki są krótkie. Człon drugi mają półtora raza dłuższy od najkrótszego, trzeciego. Przedplecze jest duże, wyraźnie szersze niż długie, o krawędziach bocznych mających wyraźne wcięcie przed kątami tylno-bocznymi.
Samce tego gatunku wyróżniają się na tle rodzaju lekko wypukłą, nie zaś silnie zaokrągloną krawędzią tylno-brzuszną pygoforu. Genitalia samca cechują się wydłużonym i stosunkowo zwartym fallusem oraz przewodem wytryskowym otoczonym wezyką i wystającym poza koniunktywę. Koniunktywa podzielona jest na bazykoniunktywę, tworzącą z falloteką fallosomę o końcu zaopatrzonym w ślimakowaty zbiornik ejakulacyjny, oraz dystikoniunktywę, tworzącą wraz z wezyką endosomę. Fallus ma połączone z koniunktywą wyrostki, które służą do kotwiczenia aparatu kopulacyjnego w pochwie samicy w czasie kopulacji. Pierwsza ich para osadzona na bazykoniunktywie jest krótsza od koniunktywy, smukła, wydłużona i spiczasto zwieńczona. Tylna para wyrostków jest dość mocno wysunięta ku przodowi od koniunktywy, wskutek czego ich wolne końce są stosunkowo długie. W szczegółach wyrostki te różnią się w obrębie gatunku, ale są dość stałe w obrębie geograficznych grup populacji. U grupy zachodniej, której wschodnia granica zasięgu pokrywa się mniej więcej z wschodnią granicą Europy Środkowej, oraz u grupy środkowoazjatyckiej wyrostki pierwszej pary są krótsze od wyrostków drugiej pary, natomiast u grupy wschodniej są co najmniej tak długie lub dłuższe niż ona. U grupy zachodniej tylne wyrostki mają długość koniunktywy i są wyraźnie zakrzywione ku górze, natomiast u grupy wschodniej nie przekraczają długością koniunktywy, nasadową część mają silniej zbudowaną, a zakrzywiony ku górze wierzchołek krótszy.
Samica ma ósmy tergit odwłoka punktowany tylko w tylno-bocznych narożach, pośrodku zaś i w kątach przednio-bocznych niemal zupełnie pozbawiony punktów, niekiedy mający jeszcze kilka punktów przy przedniej krawędzi. Walwifer pierwszej pary jest szeroki i ma słabo zesklerotyzowaną krawędź zewnętrzną.

## Biologia i ekologia
Owad ten zasiedla stanowiska suche, ciepłe i skąpo porośnięte, w tym murawy napiaskowe, wydmy nadmorskie i śródlądowe, piaszczyste polany leśne, suche bory sosnowe i mieszane, piaszczyste przydroża w borach, a rzadziej murawy kserotermiczne i mocno nasłonecznione zbiorowiska ruderalne. Występuje od poziomu morza do rzędnych przekraczających 2000 m n.p.m. w Alpach.
Zarówno larwy, jak i postacie dorosłe są fitofagami ssącymi soki roślin. Owad ten jest polifagiem, żerującym głównie na bobowatych, w tym na koniczynach i lucernach, ale stwierdzanym też na roślinach z innych rodzin, w tym jastrzębcach z rodziny astrowatych, iglicach z rodziny bodziszkowatych, posłonkach z rodziny czystkowatych, dziurawcu zwyczajnym z rodziny dziurawcowatych, macierzankach i szałwiach z rodziny jasnotowatych, farbownikach i żmijowcach z rodziny ogórecznikowatych, dziewannach z rodziny trędowanikowatych oraz perzykach i szczotlichach z rodziny wiechlinowatych.
Larwy i postacie dorosłe wiodą skryty tryb życia. Bytują przy nasadowych częściach roślin pokarmowych lub zagrzebują się płytko w podłożu dzięki kolczastym goleniom i sterczącym szczecinkom na brzegach ciała i stamtąd ssą ich korzenie. Bardzo rzadko zdarza się, że przy pogodzie gorącej wspinają się na wyższe partie roślin żywicielskich.
Tamurki te aktywne są od maja do września lub października. Do kopulacji przystępują w czerwcu i lipcu. W tym też okresie samice składają duże, kuliste jaja do gleby lub na roślinach pokarmowych. Larwy pojawiają się wkrótce potem. W rozwoju występują cztery ich stadia. Zimowanie odbywa się najczęściej w czwartym stadium larwalnym, rzadziej w stadium trzecim lub drugim lub w postaci dorosłej. Rozwój larwalny jest po zimowaniu szybko dokańczany i owady dorosłe nowego pokolenia pojawiają się od maja.

## Rozprzestrzenienie
Gatunek palearktyczny, osiągający również północny zachód krainy orientalnej. W Europie znany jest z Portugalii, Hiszpanii, Wielkiej Brytanii, Francji, Belgii, Holandii, Luksemburga, Niemiec, Szwajcarii, Liechtensteinu, Austrii, Włoch, Malty, Danii, Szwecji, Norwegii, Estonii, Łotwy, Litwy, Polski, Czech, Słowacji, Węgier, Białorusi, Ukrainy, Mołdawii, Rumunii, Bułgarii, Słowenii, Chorwacji, Bośni i Hercegowiny, Czarnogóry, Serbii, Kosowa, Albanii, Macedonii Północnej, Grecji oraz europejskich części Rosji i Turcji. Z Afryki Północnej podawany był z Maroka, Algierii, Tunezji i Egiptu. W Azji stwierdzono jego występowanie na Cyprze, w Turcji, Gruzji, Armenii, Azerbejdżanie, Syrii, Libanie, Izraelu, na Syberii, w Kazachstanie, Turkmenistanie, Uzbekistanie, Tadżykistanie, Kirgistanie, Iranie, Afganistanie, Mongolii, Chinach i Indiach.